# Особняк

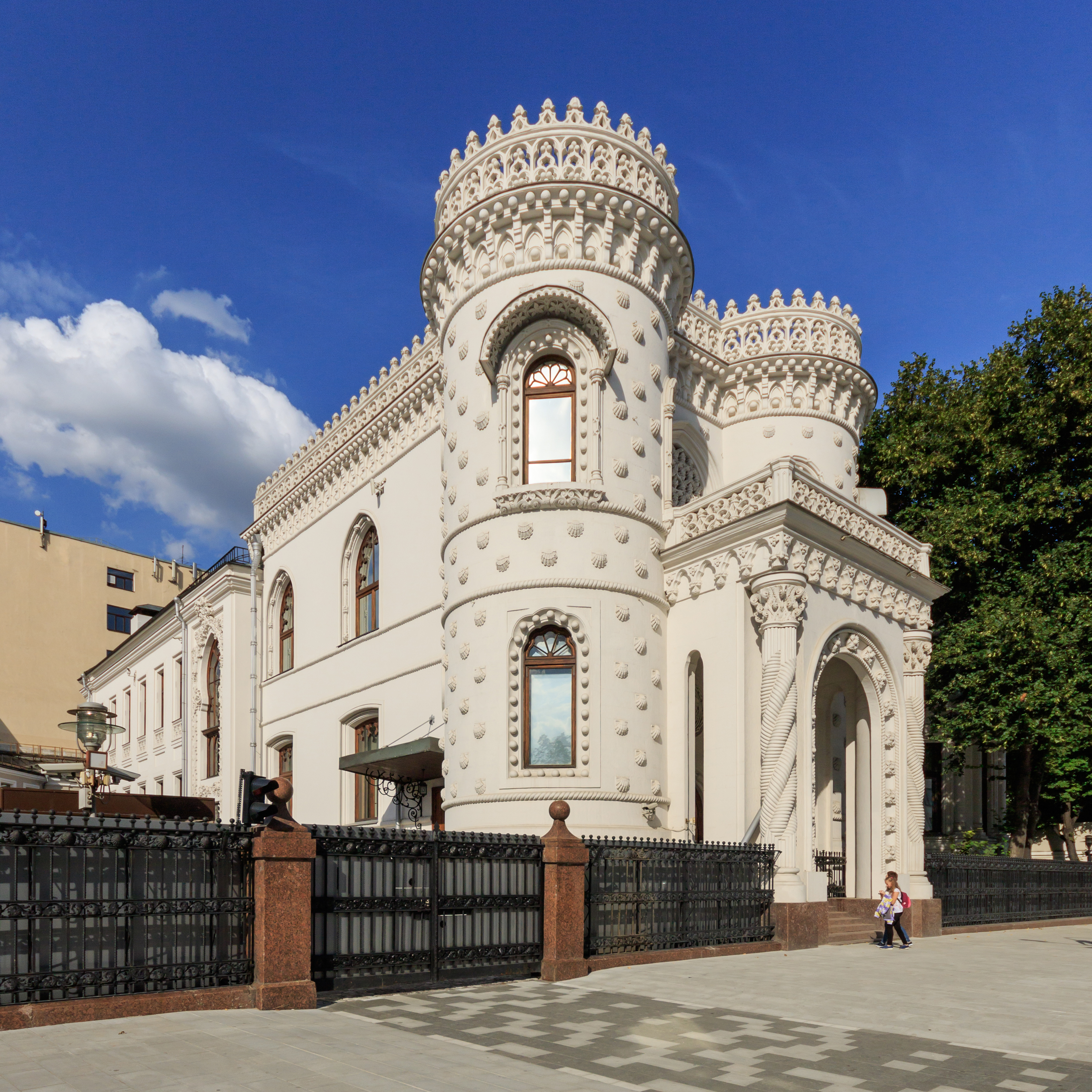
Особняк Арсения Морозова

Особня́к — большой, зачастую богато декорированный отдельно стоящий частный дом, иногда дворцового типа.
В отличие от загородной виллы, особняк рассчитан на постоянное обитание, в другом источнике указано что на конец XIX столетия Виллой называлась более или менее изящная дача с садом, в которой владелец и его семейство проводят летние месяцы, а также городской дом-особняк с садом, террасами, верандами и прочим. Загородный особняк с прилегающими земельными угодьями в дореволюционной России именовался усадьбой. В Малороссии и Новороссии особняк — Плец.
В России среди городских особняков дореволюционной постройки преобладают двухэтажные дома или одноэтажные строения с мезонином. Их строили из кирпича либо дерева, затем покрывали штукатуркой.

## Французские особняки
В Париже и других городах Франции со времен до Французской революции, отдельно стоящий богатый частный городской дом называется особняком (фр. hôtel particulier). Типичный парижский особняк от улицы отделяют решётка и посыпанный щебнем подъездной двор, а за домом располагается сад. Старейшие особняки аристократии и духовенства имеют средневековые черты, основная же их часть датируется XVII—XVIII веками.

## Московские жилые особняки
Значительное количество жилых особняков сохранилось в историческом центре Москвы (Хамовники, Арбат, Басманный и др.). Особняки конца XIX — начала XX веков сохранились на территории города и вне Садового кольца. Большинство дореволюционных особняков Москвы заняты посольствами, музеями, офисами. Многие московские особняки-усадьбы имеют огороженную территорию, старинные ворота и ограды, также имеющие историческую ценность.
В XIX веке популярность приобрели дома-особняки европейского типа в стиле классицизма (например, дом Пашкова). Имелись и парадные усадьбы с главным домом, флигелями и парком. Позднее преобладающим стилем стал ампир. Встречаются особняки конца XIX века, в архитектуре которых произошло смешение стилей дворянских усадеб и купеческих домов.

## Особняки-новостройки
Во второй половине 2010-х и первой половине 2020-х годов архитекторы начали называть особняками многоквартирные жилые дома. Такие дома с высокими потолками, подземным паркингом, огороженной (зачастую охраняемой) территорией значительно комфортней и представительней своих собратьев в спальных районах, тем не менее особняками в истинном значении этого слова не являются.

## Примеры
Ниже представлены некоторые дома-особняки:
- Дом-особняк Д. В. Сироткина;
- Дом-особняк Рябинина;
- Особняк С. П. Рябушинского;
- Особняк Зинаиды Морозовой;
- Особняк Арсения Морозова.